# اماس
اماس یک منطقهٔ مسکونی در الجزایر است که در استان بشار واقع شده‌است.

## خصوصیات
اماس ۴۳۰ متر بالاتر از سطح دریا واقع شده‌است.